# Александра Бракен
Александра Бракен (на английски: Alexandra Bracken) е американска писателка на бестселъри в жанра фентъзи и научна фантастика.

## Биография и творчество
Александра Бракен е родена на 27 февруари 1987 г. във Финикс, Аризона, САЩ. Има по-голям брат и по-малка сестра. Завършва с отличие през 2009 г. с бакалавърска степен по специалностите история и английска филология от колежа „Уилям и Мери“ в Уилямсбърг. След дипломирането си работи в Ню Йорк в детската издателска индустрия, първо като помощник редактор, а след това в маркетинга.
Започва да пише през първата си година в колежа. Пише първата си книга „Brightly Woven“ през втората година като подарък за рожден ден за приятел. Тя е публикувана през 2010 г. и е номинирана за най-добър дебют.
Първият ѝ роман „Тъмна дарба“ от едноименната поредица е издаден през 2012 г. На десетия си рожден ден Руби се променя и е изпратена Търмънд, брутален правителствен „рехабилитационен лагер“. Тя една от малкото преживели мистериозното заболяване, но придобива некотролируеми умения и 16-годишна вече е една от опасните. Излизайки от лагера се събира с група от бегълци от правителството, за да открие лидера, предлагащ подслон, и който знае тайната как да контролира силата си. Книгата става бестселър и я прави известна. През 2018 г. романът е екранизиран в едноименния филм с участието на Амандла Стенберг, Манди Мур и Брадли Уитфорд.
През 2015 г. е издаден романът ѝ, в съавторство с Иън Маккейг и Р. Ж. Паласио, „Принцесата, разбойникът и фермерското момче“, който е оригинален преразказ и романизация на филма „Междузвездни войни: Нова надежда“.
Романът ѝ „Пасажер“ от кратката ѝ едноименна поредица е издаден през 2016 г. Виртуозната цигуларка Ета Спенсър губи всичко, след като, с помощта на странник с опасни намерения, попада в непознат свят далеч и на години от къщи. Но тя е наследила нещо, което дори не е подозирала, че е възможно. Книгата става бестселър №1 в списъка на „Ню Йорк Таймс“.
Александра Бракен живее със семейството си в Скотсдейл, Аризона.

## Произведения

### Самостоятелни романи
- Brightly Woven (2010)
- Lore (2021)

### Серия „Тъмна дарба“ (Darkest Minds)
1. The Darkest Minds (2012)
Тъмна дарба, изд.: „Егмонт България“, София (2016), прев. Цветелина Тенекеджиева
2. Never Fade (2013)
Неизчезваща, изд.: „Егмонт България“, София (2016), прев. Вера Чубар
3. In The After Light (2014)
По залез, изд.: „Егмонт България“, София (2016), прев. Вера Чубар
4. The Darkest Legacy (2018)
Тъмен завет, изд.: „Егмонт България“, София (2018), прев. Цветелина Тенекеджиева

#### Новели и сборници към серията
- In Time (2013)
- Sparks Rise (2015)
- Beyond the Night (2017)
трите новели са включени в сборника „Through the Dark“ (2015)
- Liam's Story (2016)
- Vida's Story (2016)
- Clancy's Story (2016)
трите разказа са включени в сборника „The Rising Dark“ (2016)

### Серия „Пасажер“ (Passenger)
1. Passenger (2016)
Пасажер, изд.: „Егмонт България“, София (2017), прев. Елка Виденова
2. Wayfarer (2017)

### Серия „Проспер Рединг“ (Prosper Redding)
1. The Dreadful Tale of Prosper Redding (2017)
2. The Last Life of Prince Alastor (2019)

### Участие в общи серии с други писатели

#### Серия „Междузвездни войни“ (Star Wars)
- The Princess, the Scoundrel, and the Farm Boy (2015)
Принцесата, разбойникът и фермерското момче, изд.: „Егмонт България“, София (2015), прев. Вида Делчева

### Разкази
- Pathfinder (2017)
- Clancy (2018)
- Liam (2018)
- Vida (2018)

### Екранизации
- 2018 Тъмна дарба, The Darkest Minds